# Aulonocnemis opatrina
Aulonocnemis opatrina är en skalbaggsart som beskrevs av Johann Christoph Friedrich Klug 1838. Aulonocnemis opatrina ingår i släktet Aulonocnemis och familjen Aulonocnemidae. Inga underarter finns listade.